# Trachelipus emaciatus
Trachelipus emaciatus är en kräftdjursart som först beskrevs av Gustav Budde-Lund 1885.  Trachelipus emaciatus ingår i släktet Trachelipus och familjen Trachelipodidae. Inga underarter finns listade i Catalogue of Life.